# Edi Krnčević
Edward ("Edi") Krnčević (Geelong, 14 augustus 1960) is een voormalige Australische voetballer. Hij speelde 35 keer voor de Australische nationale ploeg en scoorde 17 keer.

## Carrière

### Australië en Dinamo Zagreb
Edward "Edi" Krnčević werd geboren in Australië. Zijn familie van vaderszijde is afkomstig uit Kroatië. Krnčević groeide op in Australië en begon met voetballen bij de voetbalclub uit zijn geboortestad Geelong. Maar reeds op jonge leeftijd verkaste de aanvaller naar Melbourne Croatia, niet toevallig een Australische voetbalclub met Kroatische banden.
Zijn debuut maakte Krnčević bij de Marconi Stallions, een club uit de NSL. In 1979 mocht hij voor het eerst meespelen en won de club haar eerste landstitel. Krnčević viel al snel op met zijn lange en slanke lichaam. In 1979 werd hij ook verkozen tot Australisch Voetballer van het Jaar in de categorie -21 jaar. Deze prijs zou later ook door Paul Okon en Mark Viduka gewonnen worden. Na drie seizoenen verhuisde hij naar Dinamo Zagreb.
Bij Dinamo Zagreb kwam hij in zijn eerste jaar amper aan spelen toe. Wel mocht hij meevieren toen Dinamo op het einde van het seizoen de titel pakte. Een jaar later won Krnčević de Beker van Joegoslavië. Steeds vaker kwam hij van de bank, maar tot de vaste kern behoorde hij zeker nog niet. In 1984 leek hij een stap terug te zetten. De Australiër ging aan de slag bij MSV Duisburg, een Duitse voetbalclub die toen in de 2. Bundesliga vertoefde.

### Cercle Brugge
Krnčević werd er meteen een vaste waarde in de aanvalslinie, maar scoren deed hij niet vaak. Toch wekte hij de interesse van Cercle Brugge op. Tijdens de winterstop verliet hij Duitsland en trok hij naar België. Cercle kwam moeilijk aan scoren toe, maar daar bracht Krnčević langzaam verandering in. In het halve seizoen dat hij in het shirt van Cercle voetbalde, won hij de Beker van België. Een jaar later werd Cercle Brugge tiende in de competitie. Krnčević was met 12 doelpunten een van de smaakmakers bij Cercle.

### RSC Anderlecht
De eerste wedstrijd die hij voor Cercle speelde, was tegen RSC Anderlecht. Datzelfde Anderlecht haalde de Australiër in 1986 naar het Astridpark. Krnčević arriveerde in de zomer van 1986 samen met zijn toekomstige spitsbroeder Luc Nilis in Anderlecht. Beiden werden ze beschouwd als de opvolgers van Erwin Vandenbergh, die in 1986 naar Lille OSC verhuisde. Zowel Nilis als Krnčević losten de verwachten in. In zijn eerste seizoen voetbalde hij in de aanval nog aan de zijde van Juan Lozano, later werd Nilis zijn vaste kompaan. In 1987 pakte Krnčević meteen de landstitel met Anderlecht. Hij werd een echte goalgetter en scoorde meermaals een hattrick. De twee volgende seizoenen won Anderlecht telkens de Beker van België. Trainer Raymond Goethals rekende voortdurend op Krnčević en die stelde niet teleur. In 1989 sloot hij zijn laatste seizoen in Anderlecht af als topschutter. Zijn vertrek stond in de schaduw van de komst van zijn zogenaamde vervanger Marc Degryse.

### Club Luik
De ondertussen 29-jarige spits trok naar Frankrijk, waar hij voor één seizoen het shirt van FC Mulhouse aantrok. De Fransen waren net naar Ligue 1 gepromoveerd. Maar ondanks de komst van Krnčević degradeerde de club na reeds één jaar terug naar Ligue 2. Vervolgens trok Krnčević weer naar België, waar hij nog steeds op veel aandacht kon rekenen. Club Luik trok de Australiër aan. De Luikse club behoorde in de jaren '80 tot de subtop van België, maar was begin jaren '90 ver teruggezakt. Trainer Robert Waseige probeerde tevergeefs aansluiting te zoeken met de top. Krnčević speelde vaak maar scoorde amper. In 1992 zocht hij net als Waseige andere oorden op.

### Eendracht Aalst
Eendracht Aalst speelde op dat ogenblik in Tweede Klasse. De club slaagde erin om de gewezen Australische topschutter een contract aan te bieden. Opnieuw leek de keuze voor Eendracht een stap terug, ware het niet dat de club bezig was aan een serieuze remonte. Onder leiding van de pas gearriveerde trainer Jan Ceulemans en de jonge spits Gilles De Bilde bracht Eendracht mooi voetbal. Krnčević werd in de aanval vaak de metgezel van De Bilde. Samen slaagden ze er in om in 1994 via de eindronde naar Eerste Klasse te promoveren. Voor De Bilde leverde deze prestatie de Gouden Schoen op: het betekende het begin van zijn voetbalcarrière. Voor Krnčević was het zijn laatste grote wapenfeit.

### Sporting Charleroi
In 1995, na een jaartje Eerste Klasse met Eendracht Aalst, verhuisde Krnčević voor één seizoen naar Sporting Charleroi. Regelmatig zat hij op de bank, hopend op een invalbeurt. Nochtans was hij met zijn 35 jaar niet de oudste bij Charleroi. Aanvoerder Raymond Mommens was twee jaar ouder. In 1996 zei Krnčević het Belgisch voetbal voorgoed vaarwel en trok hij terug naar zijn geboorteland. De Kangoeroe, zoals hij soms genoemd werd, had in totaal 8, 5 jaar in België gevoetbald. Nog even speelde hij voor Gippsland Falcons alvorens definitief te stoppen met voetballen.

## Trainer
Na zijn loopbaan als speler ging Krnčević aan de slag als voetbalcoach. Later werd hij technisch adviseur bij North Geelong Warriors, een voetbalclub uit zijn geboortestad Geelong.

## Erelijst
- Kampioen van Australië (1979) met Marconi Stallions
- Kampioen van Joegoslavië (1982) met Dinamo Zagreb
- Beker van Joegoslavië (1983) met Dinamo Zagreb
- Beker van België (1985) met Cercle Brugge
- Kampioen van België (1987) met RSC Anderlecht
- Beker van België (1988) met RSC Anderlecht
- Beker van België (1989) met RSC Anderlecht
- Belgisch Topscorer (1989) met RSC Anderlecht
- Winnaar Eindronde Tweede Klasse (1994) met Eendracht Aalst